# A Vatikán hívójelkörzetei
A Vatikán jelenleg (2024) nincs hívójelkörzetekre felosztva sem területi, sem egyéb alapon.
A Vatikán számára az ITU a HV hívójelprefixet osztotta ki.

## Lajstromjel
Vízi és légi járművek lajstromjelezéséhez a HV prefixet használják.